# Torno Largo
Torno Largo är en ort i Mexiko.   Den ligger i kommunen Altamira och delstaten Tamaulipas, i den östra delen av landet, 300 km norr om huvudstaden Mexico City. Torno Largo ligger 3 meter över havet och antalet invånare är 104.
Terrängen runt Torno Largo är platt. Havet är nära Torno Largo västerut. Runt Torno Largo är det ganska glesbefolkat, med 32 invånare per kvadratkilometer. Närmaste större samhälle är Altamira, 13,6 km öster om Torno Largo. Trakten runt Torno Largo består till största delen av jordbruksmark.